# Simon I van Lotharingen
Simon I van Lotharingen (circa 1076 - 13 januari 1139) was van 1115 tot 1139 hertog van Lotharingen. 

## Levensloop
Hij was de zoon van hertog Diederik II van Lotharingen en Hedwig van Formbach. Ook was hij een halfbroer van keizer Lotharius III. 
In 1115 volgde hij zijn vader op als hertog van Lotharingen. Samen met keizer Hendrik V onderhandelde hij in 1122 het Concordaat van Worms, dat een einde moest stellen aan de Investituurstrijd tussen de Heilig Roomse keizer en de paus.
Als hertog kwam Simon in conflict met de bisschop van Metz, de aartsbisschop van Trier en de hertog van Bar, die de twee bisschoppen steunde. In 1131 werd Simon door de aartsbisschop geëxcommuniceerd, wat door paus Innocentius II werd ongedaan gemaakt.
Hij was goed bevriend met Bernardus van Clairvaux. Ook liet Simon heel wat abdijen oprichten, waaronder in 1135 de Abdij Sturzelbronn, waar hij later begraven werd. 
Hij huwde met een zekere Adelheid, wier afkomst niet met 100 procent zekerheid is te bepalen. De enen zeggen dat ze een dochter is van Hendrik III van Leuven, de anderen dat ze een dochter is van Gerhard van Süpplingenburg, de graaf van Querfurt. Ze kregen minstens zeven kinderen:
- Mattheus (1119-1176), hertog van Lotharingen
- Agatha (1120-1147), huwde met Rainald III, graaf van Mâcon en graaf van Bourgondië
- Robert, heer van Florange
- Hedwig, gehuwd met Frederik III van Toul
- Boudewijn
- Bertha (1116-1162), huwde met markgraaf Herman III van Baden
- Jan

## Voorouders
| Voorouders van Simon I van Lotharingen (1076-1139) | Voorouders van Simon I van Lotharingen (1076-1139)                             | Voorouders van Simon I van Lotharingen (1076-1139)                             | Voorouders van Simon I van Lotharingen (1076-1139)                             | Voorouders van Simon I van Lotharingen (1076-1139)                             | Voorouders van Simon I van Lotharingen (1076-1139)                             | Voorouders van Simon I van Lotharingen (1076-1139)                             | Voorouders van Simon I van Lotharingen (1076-1139)                             | Voorouders van Simon I van Lotharingen (1076-1139)                             |
| -------------------------------------------------- | ------------------------------------------------------------------------------ | ------------------------------------------------------------------------------ | ------------------------------------------------------------------------------ | ------------------------------------------------------------------------------ | ------------------------------------------------------------------------------ | ------------------------------------------------------------------------------ | ------------------------------------------------------------------------------ | ------------------------------------------------------------------------------ |
| Overgrootouders                                    | Gerard III van Metz (-1045) ∞ Gizela (-)                                       | Gerard III van Metz (-1045) ∞ Gizela (-)                                       | Albrecht I van Namen (950-1011) ∞ Ermengarde van Lotharingen (–)               | Albrecht I van Namen (950-1011) ∞ Ermengarde van Lotharingen (–)               | ? (-) ∞ ? (-)                                                                  | ? (-) ∞ ? (-)                                                                  | Koenraad van Haldensleben (ca. 1020-1056), ∞ ? (-)                             | Koenraad van Haldensleben (ca. 1020-1056), ∞ ? (-)                             |
| Grootouders                                        | Gerard van Lotharingen (1030-1070) ∞ Hedwig van Namen (-)                      | Gerard van Lotharingen (1030-1070) ∞ Hedwig van Namen (-)                      | Gerard van Lotharingen (1030-1070) ∞ Hedwig van Namen (-)                      | Gerard van Lotharingen (1030-1070) ∞ Hedwig van Namen (-)                      | Frederik van Formbach (ca. 1035-1059)) ∞ Gertrude van Haldensleben (1040-1116) | Frederik van Formbach (ca. 1035-1059)) ∞ Gertrude van Haldensleben (1040-1116) | Frederik van Formbach (ca. 1035-1059)) ∞ Gertrude van Haldensleben (1040-1116) | Frederik van Formbach (ca. 1035-1059)) ∞ Gertrude van Haldensleben (1040-1116) |
| Ouders                                             | Diederik II van Lotharingen (1050-1115) ∞ Hedwig van Formbach (voor 1061-1090) | Diederik II van Lotharingen (1050-1115) ∞ Hedwig van Formbach (voor 1061-1090) | Diederik II van Lotharingen (1050-1115) ∞ Hedwig van Formbach (voor 1061-1090) | Diederik II van Lotharingen (1050-1115) ∞ Hedwig van Formbach (voor 1061-1090) | Diederik II van Lotharingen (1050-1115) ∞ Hedwig van Formbach (voor 1061-1090) | Diederik II van Lotharingen (1050-1115) ∞ Hedwig van Formbach (voor 1061-1090) | Diederik II van Lotharingen (1050-1115) ∞ Hedwig van Formbach (voor 1061-1090) | Diederik II van Lotharingen (1050-1115) ∞ Hedwig van Formbach (voor 1061-1090) |